# Abarelix
Abarelix é um fármaco antagonista da GnRH. É utilizado principalmente na oncologia para reduzir a quantidade de testosterona dos pacientes com câncer de próstata avançado que não obtiveram sucesso com outros tratamentos.